# معركة بئر تارسين

## موقع المعركة
```
يقع بئر تارسين في 
غريان
 ويبعد عن مركزها حوالى 60 
كم
، استولى عليه 
الإيطاليون
 عام 
1925م
 ووضعوا به حامية إيطالية لسيطرة على حقول 
القمح
 و
الشعير
 ومنع المجاهدين من الوصول إليها.
[
1
]
```

## القوات المشاركة
```
المجاهدون الليبيون عددهم 400 مجاهد تحت قيادة سى امحمد بشير البوسيفي.
```

الحامية الإيطالية وتتكون من 150 عنصر  من بينهم مجموعة من المجندين الليبيين والإيرتريين.

## التخطيط للمعركة
جهز المجاهد سى امحمد بن بشير البوسيفي قوة من المجاهدين قوامها 400 مجاهدا و وضع خطة المعركة رفقة المجاهد عبد الكريم الجعفري و ارسل فرقة أستطلاع تضم بلعيد بن مسعود كرم الجعفرى و عبدالله بن عبد الرحمن البوسيفي و محمد بيوض الجعفرى و مفتاح العياط الجعفرى و استطلعوا الموقع ورجعوا للمجاهدين باخبار معسكر الإيطالي.

### محلة المجاهدين
تتكون محلة المجاهدين من القبائل التالية : اولاد بوسيف - الخلائفة - القواليش - الصيعان - الجعافرة - قماطة - غريان - المقارحة - الزاوية - قنطرار، إضافة إلى افراد من عكارة - الفقي التاغمي من يفرن - ساسي دغيم من الاصابعة - مفتاح بوعميد من ورشفانة.

### الوُصول إلى شِعبة أم الكيفان
عند وصول محلة المجاهدين الى شِعبة ام الكيفان حول بئر تارسين - و هو منخفض يمتد من الجنوب الشرقي إلى الشمال الغربي وتوجد به ربوة عالية - انقسمت قوات المجاهدين الى 3 مجموعات :
• المجموعة الأولى
وهي تحت قيادة ابراهيم بن عبدالكريم الجعفرى، وهى أكثر المجموعات عددا ومهمتها تطويق مركز تجمع العدو ومخازن ذخيرته و تموينه.
• المجموعة الثانية
هدفها إحتلال منابع المياه.
• المجموعة الثالثة
وهي تحت قيادة  امحمد بن بشير البوسيفي، تنطلق نحو الغرب ثم تغير سيرها لتلتحم مع عناصر المجموعة الأولى.
• إضافة إلى مجموعة رابعة تضم 50 مجاهداً بقوا لحراسة الخيول والأبل.

### أحداث المعركة
بعد أن أداء المجاهدين صلاة الفجر، باشرو الهجوم على الحامية الإيطالية، فانهمر الرصاص على العدو وتمكن المجاهدون من سحق جل الحامية الإيطالية فقد قتل وجرح 120 من الإيطاليين بينهم 3 ضباط حسب المصادر الإيطالية وفي المقابل أستشهد 13 مجاهدا كما جرح 23 من المجاهدين.

### غنائم المجاهدون
غنم المجاهدون (13) حصانا و(11) بغلا و(100) بندقية و(2) من الإبل و (40) كيس من السميد وأكياس من القصب والدقيق وصناديق من الزيت وعدد كبير من السروج.